# سعيد العوامي
سعيد مجيد العوامي (1925-2009م) هو صيدلي سعودي، وأوّل صيدلي جامعي على مستوى الخليج العربي من الجامعة الأمريكية في بيروت ببعثة من أرامكو. حصل على شهادة البكالوريوس في الصيدلة القانونية وعمل لدى أرامكو في مجال تركيب الأدوية بصيدلية الظهران، وتدرج لمناصب حتى وصل إلى رئاسة صيادلة أرامكو. زار الولايات المتحدة عدة مرات لدورات في مجال تخصصه ومؤتمرات. وهو من مؤسسي أول مكتبة عامة في القطيف وكذلك أسس الجمعية التعاونية بالقطيف، وجمعية القطيف الخيرية وترأسها بعد تقاعده.

## الحياة المُبكّرة
وُلد سعيد العوّامي بالقلعة، في محافظة القطيف شرق المملكة العربية السعودية في فبراير، 1925م، وُلد سعيد لأبوين من عائلة العوامي والفرج وكان والده يعمل في تجارة الأقمشة وكان صاحب أملاك. دخل الكتاب لعدم وجود مدارس في المنطقة آنذاك سوى كتاب البريكي، وفيها لقن مبادئ الدين واللغة العربية والحساب، ودرس اللغة الإنجليزية على يد أخيه من أمه محمد عبد الله الفارس، وقد عمل في إحدى المستوصفات لأقل من سنة ونصف، ثم استقال من عمله وتعاقد مع شركة أرامكو، التي كانت تُعرف باسم كاسوك سابقاً، وهناك التحق بمستوصف الشركة ومنها انتقل إلى الجمارك، حيث كان يشرف على أوراق المستخلصات الجمركية الخاصة بالبضائع الشخصية، وقد قضى في هذا العمل عامين، بعدها رُشِّحَ للذهاب إلى الولايات المتحدة الأمريكية، وهدف الرحلة تمثل في تعليم الأمريكان الموظفين الجدد بعض أصول اللغة العربية، ليجيدوا التعامل في المنطقة العربية ويتفهموا ظروفها، ولكن البرنامج لم يستمر، ورجع بعد نصف عام، وفي صيف نفس السنة ابتعث للجامعة الأمريكية للحصول على دراسة صيفية سنة 1951م
كان العوّامي هو السابع عشر من دفعته العشرين وفي البداية ابتعث إلى كلية حلب الأمريكية، ونجح في السنتين الأولى والثانية وبعدها نُقل إلى الجامعة الأمريكية بمقرها في بيروت، ورشح للدراسة في مجال الهندسة ولكنّه قرر الالتحاق بقسم الصيدلة عام 1954م حتى تخرّج في يونيو سنة 1960م حاملا شهادة البكالوريوس، ورجع بعدها إلى أرامكو؛ فكان أول صيدلي سعودي يحصل على هذا المؤهل.
عمل العوّامي في المستوصف برئاسة صيدلي أمريكي على تركيب وتجهيز وتحضير الأدوية من خامات أولية، ومنها أدوية للكحة، وأدوية ثانية لتعب المعدة، وأخرى لبعض الأمراض الجلدية، وغيرها. وفي هذه الآونة أسندت إليه الصيدلية الرئيسية في الظهران، ثم تبع ذلك بفترة إشرافه على صيدليات بقيق ورأس تنورة، والإحساء، وباقي مستشفيات أرامكو في المنطقة، وكان ذلك بعد مرور حوالي ستة أشهر على عودته.
خلال الحرب العالمية الثانية (1939ـ 1945م)، كانت الأقوات شحيحة، وعُرفت إحدى السنوات من تلك الفترة بسنة البطاقة، حيث صرفت بطاقة لكل عائلة، تشمل عدد أفراد الأسرة بموجبها تصرف الحكومة مواداً تموينيةً وغذائيةً لأفراد الأسرة، وهذه الفترة الحرجة والمرتبكة جعلته يقدم استقالته من أرامكو أواخر سنة 1941م، والاتجاه إلى العمل في التجارة للبيع والشراء. واستمر عمله لنحو 25 سنة حتى تقاعد في فبراير، 1985م.

## المؤسسات
شارك العوامي في تأسيس أول جمعية خيرية بالقطيف مع صديقه عبد الكريم مهنا أبو السعود في سنة 1949م، كما ترأس المكتبة الوطنية، وكذلك اللجنة الأهلية ثم بعد تقاعده ترأس الجمعية الخيرية قبل أن يتنحى.

## وصلات خارجية
- سيرة سعيد العوامي الشخصية على موقع خيرية القطيف.